# 낯선 사랑
"낯선 사랑"(일본어: 人でなしの恋)은 2022년에 제작된 일본의 영화이다.

## 캐스팅

### 주연
- 호소다 요시히코 : 카도노 케이 역
- 시부에 죠지
- 우사마루 마나미 : 카도노 쿄코 역